# Trichomachimus paludicola
Trichomachimus paludicola là một loài ruồi trong họ Asilidae. Trichomachimus paludicola được Lehr miêu tả năm 1967. Loài này phân bố ở vùng Cổ Bắc giới.